# Pape Seydou Diop
Pape Seydou Diop (Dakar, 12 gennaio 1979) è un ex calciatore senegalese, di ruolo centrocampista.

## Statistiche

### Cronologia presenze e reti in nazionale
| Cronologia completa delle presenze e delle reti in nazionale ― Senegal | Cronologia completa delle presenze e delle reti in nazionale ― Senegal | Cronologia completa delle presenze e delle reti in nazionale ― Senegal | Cronologia completa delle presenze e delle reti in nazionale ― Senegal | Cronologia completa delle presenze e delle reti in nazionale ― Senegal | Cronologia completa delle presenze e delle reti in nazionale ― Senegal | Cronologia completa delle presenze e delle reti in nazionale ― Senegal | Cronologia completa delle presenze e delle reti in nazionale ― Senegal |
| Data                                                                   | Città                                                                  | In casa                                                                | Risultato                                                              | Ospiti                                                                 | Competizione                                                           | Reti                                                                   | Note                                                                   |
| ---------------------------------------------------------------------- | ---------------------------------------------------------------------- | ---------------------------------------------------------------------- | ---------------------------------------------------------------------- | ---------------------------------------------------------------------- | ---------------------------------------------------------------------- | ---------------------------------------------------------------------- | ---------------------------------------------------------------------- |
| 16-6-2000                                                              | Annaba                                                                 | Algeria                                                                | 1 – 1                                                                  | Senegal                                                                | Qual. Mondiali 2002                                                    | 1                                                                      |                                                                        |
| 9-7-2000                                                               | Dakar                                                                  | Senegal                                                                | 0 – 0                                                                  | Egitto                                                                 | Qual. Mondiali 2002                                                    | -                                                                      | 28’ 56’                                                                |
| 24-9-2000                                                              | Dakar                                                                  | Senegal                                                                | 0 – 0                                                                  | Togo                                                                   | Qual. Coppa d'Africa 2002                                              | -                                                                      | 33’                                                                    |
| Totale                                                                 |                                                                        | Presenze                                                               | 3                                                                      |                                                                        | Reti                                                                   | 1                                                                      |                                                                        |